# Виктория Багинска
Виктория Илинична Багинска (на руски: Виктория Ильинична Багинская) е съветска и руска писателка, педагожка, колекционерка на кримчакски песни и фолклор. Тя е сред малкото останали, които говорят кримчакски език.

## Биография
Родена е на 30 юни 1926 г. в град Краснодар, Руска СФСР, СССР. Тя е родена в семейство на кримчаки – Иля Яковлевич и Вера Петровна Гурджа, които се заселват в Краснодар от Керч (Крим) по време на глад през 1921 година.
През 1974 г. тя е поканена да сътрудничи на Учителския вестник, като победител (1-ва награда) на Всесъюзния конкурс за литературно есе „Учител на нашите дни“, посветен на 50-годишнината на Учителския вестник. Нейни статии за нестандартни уроци, похвати и методи на обучение, есета, разкази и др. се публикуват в Учителски вестник.
Та публикува над 250 статии във всесъюзни и регионални периодични издания на списанията „Литература в училище“, „Уроци по литература“, „Семейство и училище“, „Приятелство на народите“, „Съветска жена“ (по-късно „Светът на жената“), „Природата и човекът“, „Наука и живот“ и много други, както и в централните вестници „Учителски вестник“, „Правда“, „Гудок“ и други издания. Тя е лауреат на пет литературни конкурса за най-добро есе: международен (две първи и една трета награда) и всесъюзен (първа и трета награда).

## Обществена дейност
Всички в нейното семейство говорят на родния си кримчакски език в дома си, докато живеят далече от Крим. Те знаят кримчакски песни, пазят кримчакски пословици и поговорки, притчи, легенди и не забравят обичаите и традициите си.
В началото на 60-те години на XX век тя изпраща 12 песни, преведени от нея на руски език, в Държавния етнографски музей на СССР. Музеят я приема за член на съвета за съдействие на музея.
През 1983 г. вестник „Правда“ публикува нейната статия „Падам на пролетта“, където тя за първи път говори за своя народ и за необходимостта от запазване на народното творчество на кримчаките.
Тя събра 100 песни, 230 поговорки, притчи, приказки и поговорки, всички преведени на руски, но е било невъзможно да ги публикува няколко десетилетия. През 2003 г., с помощта на съпруга и синовете си, на свои разноски успява да издава 100 екземпляра от сборника „Народни песни и поговорки на кримчаките“. Сборникът е подарен на любителите на фолклора. Книгата е каталогизирана в Библиотеката на Конгреса на САЩ.
Тя превежда на кримчакски език стихотворения на Александър Пушкин и Михаил Лермонтов.
Умира на 7 януари 2012 г. в Краснодар, Русия.

## Творчество
Виктория Багинска рисува миниатюрни копия на картини на Иван Айвазовски, илюстрира произведения на писатели-фантасти („Аелита“ на Алексей Толстой, „Човек-амфибия“ на Александър Беляев, и др.). В литературния жанр специализира научнофантастична поезия и разкази („Контакт“, „Призивът“ и др.).